# Шагрікян Арутюн
Арутюн Мкртічевіч Шагрікян (вірм. Հարություն Մկրտիչի Շահրիկյան) 1860 рік, Шебінкарахісар, вілайєт Сівас , Османська імперія — 1915, Анкара, Османська імперія, Туреччина — діяч вірменського національно-визвольного руху, юрист, автор публікацій на тему Вірменського питання. Також відомий як Нітра (вірм. Նիթրա), Атом (вірм. Ատոմ).

## Біографія
Арутюн Шагрікян народився в місті Шапін-Карахісар (Когонія), Сівасського вилайета, Османської імперії (нині — провінція Гіресун, Туреччина) .
Закінчив Центральний коледж Константинополя (Getronagan Armenian High School). Здобув вищу освіту в Галатасарайском ліцеї . юриспруденція. Продовжує навчання в Константинопольському університеті .
-Арутюн Шагрікян з Мер Аватке (English: Our Credo)
 
Після навчання 1880 працював юристом в Трапезунді з 1889—1895 р. У перебігу своєї кар'єри, був адвокатом багатьох політичних ув'язнених вірмен, які проявляли надмірну активність.
Під час Хамідійської різанини 1895 був заарештований . Провів в ув'язненні 13 місяців, після чого, в 1897 році успішно втік і оселився в Батумі, звідки перебрався в Тбілісі. У Тбілісі він продовжує свою професійну діяльність як юрист і співпрацює з Олександром Манташевим.
25 липня 1897 року за дорученням партії Дашнакцутюн виїжджає в Персію для організації Ханасорського походу.
Після голосування в конгресі, яке проходило з 16 січня по 26 січня 1899 року в м. Тбілісі, між східними байдаками партії Дашнакцутюн, було прийнято рішення затвердити відповідальними Шагрікяна і Аветіка Саакяна за регіональні підрозділи м. Баку (Восканапат) а також північних регіонів Росії.
В 1905—1906 рр. організатор перевезень боєприпасів на вогневі позиції під час Вірмено-татарської різанини (1905—1906), на кошти, зібрані вірменами Північного Кавказу.
Після Младотурецької революції 1908 року виїжджає в Константинополь, де стає депутатом Вірменських Національних Зборів від Ускюдара. А також пише статті для газети «Азатамарт».
У 1915 році був депортований в район Аяш (Анкару), де після тортур був убитий.

## Публікації
- Наше кредо, Константинополь, з 1910 року ,[10]
- Задачі шлюбу, правові та дружні аспекти, Константинополь, з 1912 року[11]
- Історія занепаду Османської імперії, Туреччина, з 1913 року[12]
- Питання реформ, Константинополь, з 1914 року[13]
- Національна конституція, Константинополь, з 1914 року[14]